# Pierre d'Ornellas
Pierre d'Ornellas (Parigi, 9 maggio 1953) è un arcivescovo cattolico francese, dal 26 marzo 2007 arcivescovo metropolita di Rennes.

## Biografia

### Formazione e ministero sacerdotale
Dopo essere entrato nell'istituto secolare Notre-Dame de Vie ha conseguito la laurea in teologia morale l'Università di Friburgo.
È stato ordinato sacerdote il 15 agosto 1984 ed è stato incardinato nel medesimo istituto secolare Notre-Dame de Vie.
Dal 1986 fino al 1991 ha ricoperto il ruolo di segretario particolare del cardinale arcivescovo di Parigi Jean-Marie Lustiger.
Dal 1991 al 1995 si è trasferito a Bruxelles, in qualità di superiore della Casa Sainte-Thérèse de l'Enfant-Jésus per i seminaristi di Francia e di altre nazionalità, che studiavano presso l'Institut d'Etudes Théologiques, retto dai gesuiti.
Nel 1995 è stato nominato direttore della Ecole Cathédrale e presidente dello Studium del seminario di Parigi, mentre nel 1997 ha ricevuto l'incarico di vicario generale per il Vicariato centro di Parigi.

### Ministero episcopale
Il 4 luglio 1997 papa Giovanni Paolo II lo ha nominato vescovo titolare di Naraggara e vescovo ausiliare di Parigi.
Il 10 ottobre 1997, nella cattedrale di Parigi, ha ricevuto la consacrazione episcopale dalle mani del cardinale Jean-Marie Lustiger, co-consacranti il vescovo titolare di Summula Claude Henri Edouard Frikart e l'arcivescovo di Avignone Raymond Joseph Louis Bouchex.
Il 19 ottobre 2006 papa Benedetto XVI lo ha nominato arcivescovo coadiutore di Rennes, divenendo poi arcivescovo metropolita il 26 marzo 2007, data della morte del suo predecessore François de Sales Marie Adrien Saint-Macary. Il 30 giugno successivo ha ricevuto da papa Benedetto XVI il pallio a Roma.
All'interno della Conferenza episcopale francese è membro della Commissione dottrinale e della Commissione studi e progetti, per poi presiedere dal 2011 la Commissione catechesi e catecumenato.
Grazie ai suoi studi scientifici ha un grande interesse per le questioni di bioetica e ha preso posizioni chiare nelle sue monografie sull'argomento, alle quali si affiancano anche diverse opere di spiritualità.
Il 28 maggio 2013, in occasione dell'Anno della fede, ha tenuto una catechesi a Roma per i fedeli cattolici di lingua francese.

## Genealogia episcopale e successione apostolica
La genealogia episcopale è:
- Cardinale Scipione Rebiba
- Cardinale Giulio Antonio Santori
- Cardinale Girolamo Bernerio, O.P.
- Arcivescovo Galeazzo Sanvitale
- Cardinale Ludovico Ludovisi
- Cardinale Luigi Caetani
- Cardinale Ulderico Carpegna
- Cardinale Paluzzo Paluzzi Altieri degli Albertoni
- Papa Benedetto XIII
- Papa Benedetto XIV
- Papa Clemente XIII
- Cardinale Marcantonio Colonna
- Cardinale Giacinto Sigismondo Gerdil, B.
- Cardinale Giulio Maria della Somaglia
- Cardinale Carlo Odescalchi, S.I.
- Vescovo Eugène de Mazenod, O.M.I.
- Cardinale Joseph Hippolyte Guibert, O.M.I.
- Cardinale François-Marie-Benjamin Richard
- Vescovo Marie-Prosper-Adolphe de Bonfils
- Cardinale Louis-Ernest Dubois
- Cardinale Georges-François-Xavier-Marie Grente
- Arcivescovo Marcel-Marie-Henri-Paul Dubois
- Cardinale François Marty
- Cardinale Jean-Marie Lustiger
- Arcivescovo Pierre d'Ornellas

La successione apostolica è:
- Vescovo Thierry Marie Scherrer (2008)
- Vescovo Emmanuel Luc Jean-Marie Delmas (2008)
- Vescovo Nicolas Jean-Marie Souchu (2009)
- Vescovo Denis Bernard Marie Moutel (2010)
- Vescovo Alexandre François Marie Joly (2019)
- Vescovo Jean Bondu (2023)
- Vescovo Matthieu Dupont (2024)

## Opere
- Pierre d'Ornellas, Santa Teresa del Bambino Gesù, mamma, 1997, ISBN 978-2-7289-0825-7.
- Pierre d'Ornellas, Libertà cosa dici di te? Una lettura dei lavori del Concilio Vaticano II, 25 gennaio 1959 - 8 dicembre 1965, Parola e silenzio, 1999, ISBN 978-2-911940-44-6.
- Pierre d'Ornellas, Bioetica Domande per il discernimento, Edizioni Lethielleux, 2009, ISBN 978-2-283-61097-8.
- Pierre d'Ornellas, Alla gioia delle beatitudini, Parola e silenzio, 2004, ISBN 978-2-84573-257-5.
- Pierre d'Ornellas, Giovanni Paolo II. Papa della misericordia, EMP, 2009, ISBN 9788825021219.
- Pierre d'Ornellas, Bioetica Che mondo vogliamo?, Cervo, 2019, ISBN 978-2-204-13793-5.